# Nadînivka, Kozeleț
Nadînivka (în ucraineană Надинівка) este localitatea de reședință a comunei Nadînivka din raionul Kozeleț, regiunea Cernihiv, Ucraina.

## Demografie
Componența lingvistică a localității Nadînivka
     Ucraineană (99,44%)
     Alte limbi (0,56%)
Conform recensământului din 2001, majoritatea populației localității Nadînivka era vorbitoare de ucraineană (99,44%), existând în minoritate și vorbitori de alte limbi.